# Deutscher Buchgewerbeverein

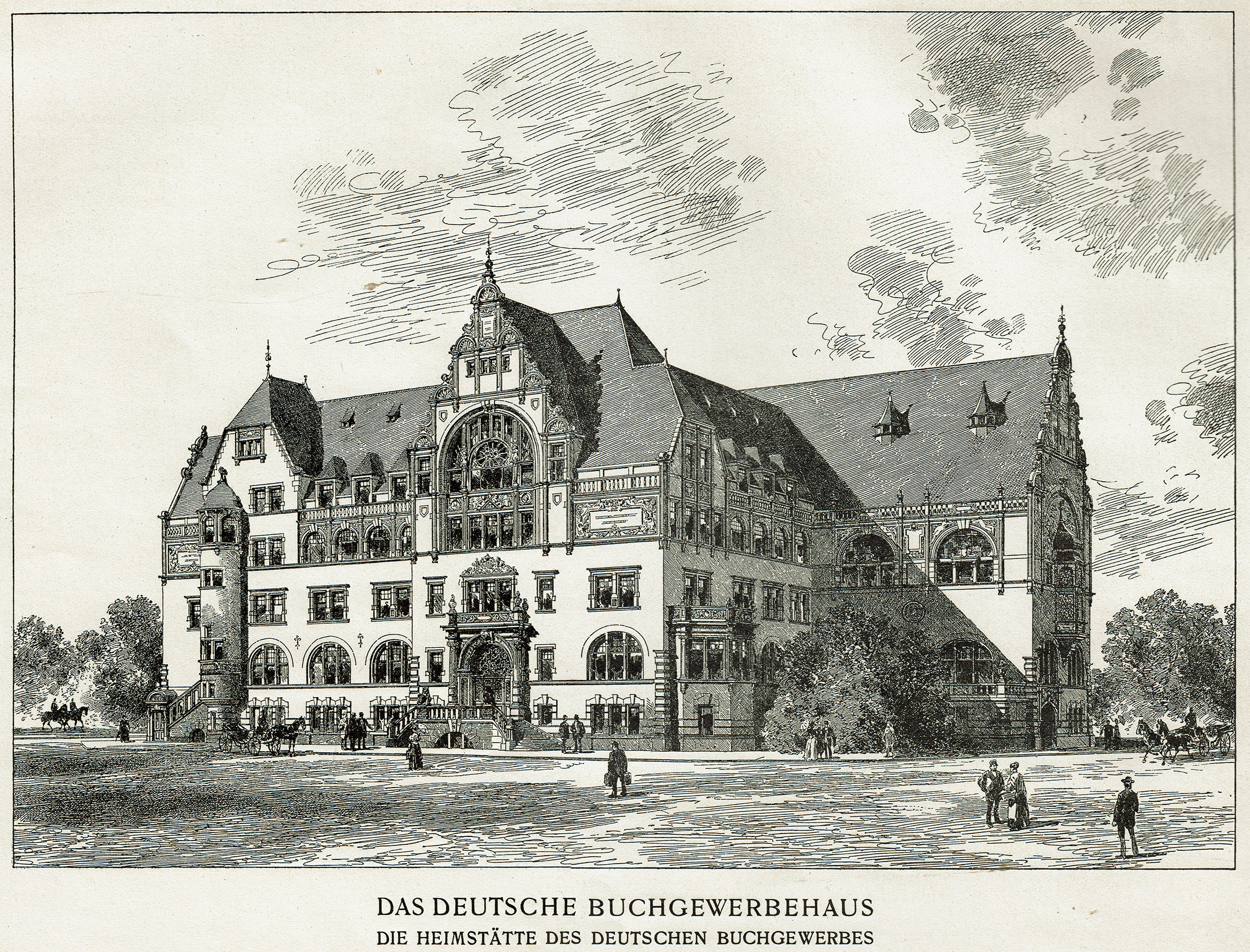
Deutsches Buchgewerbehaus

Der Deutsche Buchgewerbeverein (als Centralverein für das gesammte Buchgewerbe gegründet) bestand von 1884 bis 1949 mit Sitz in Leipzig und war ein Interessenverband des Buchgewerbes und Dachorganisation aller nationalen Verbände der graphischen Kunst und Industrie in der Buchherstellung. Der Verein errichtete das Deutsche Buchgewerbehaus, gab die Zeitschrift Archiv für Buchgewerbe heraus, gründete das Deutsche Buchgewerbe-Museum (später Deutsches Museum für Buch und Schrift, heute Deutsches Buch- und Schriftmuseum) und richtete die Bugra 1914 aus.

## Geschichte

### Allgemeine Geschichte
Der Verleger und Druckereibesitzer Carl Behrendt Lorck verfasste 1884 eine Denkschrift mit dem Titel Die Zukunft des Buchhandels in Leipzig. Darauf Bezug nehmend wurde am 29. Oktober 1884 im Deutschen Buchhändlerhaus in Leipzig mit etwa 100 Teilnehmern der Centralverein für das gesammte Buchgewerbe mit dem Ziel gegründet, den künstlerischen Einfluss der beteiligten Institutionen wie Druckereien oder Kunstanstalten an der Buchproduktion hervorzuheben. Neben der Förderung von Buchkunst stellte sich der Verein die Ziele, ein deutsches Buchgewerbemuseum zu errichten, eine Akademie für graphische Künste zu etablieren und buchkünstlerische Ausstellungstätigkeit zu pflegen. Der erste Vereinsvorsitzende wurde der Verlagsbuchhändler Oskar von Hase, weitere leitende Positionen wurden u. a. von Ernst Arthur Seemann (stellvertretender Vereinsvorsitzender), Gustav Wustmann (Vorsitz der Museumskommission) oder Friedrich Zarncke (Vorsitz der Akademiekommission) eingenommen. Laut dem am 16. Februar 1885 verabschiedeten Statut bestand die Vereinsstruktur aus sechs Gruppen, in denen 20 verschiedene Berufe aus der Buchproduktion vertreten waren.

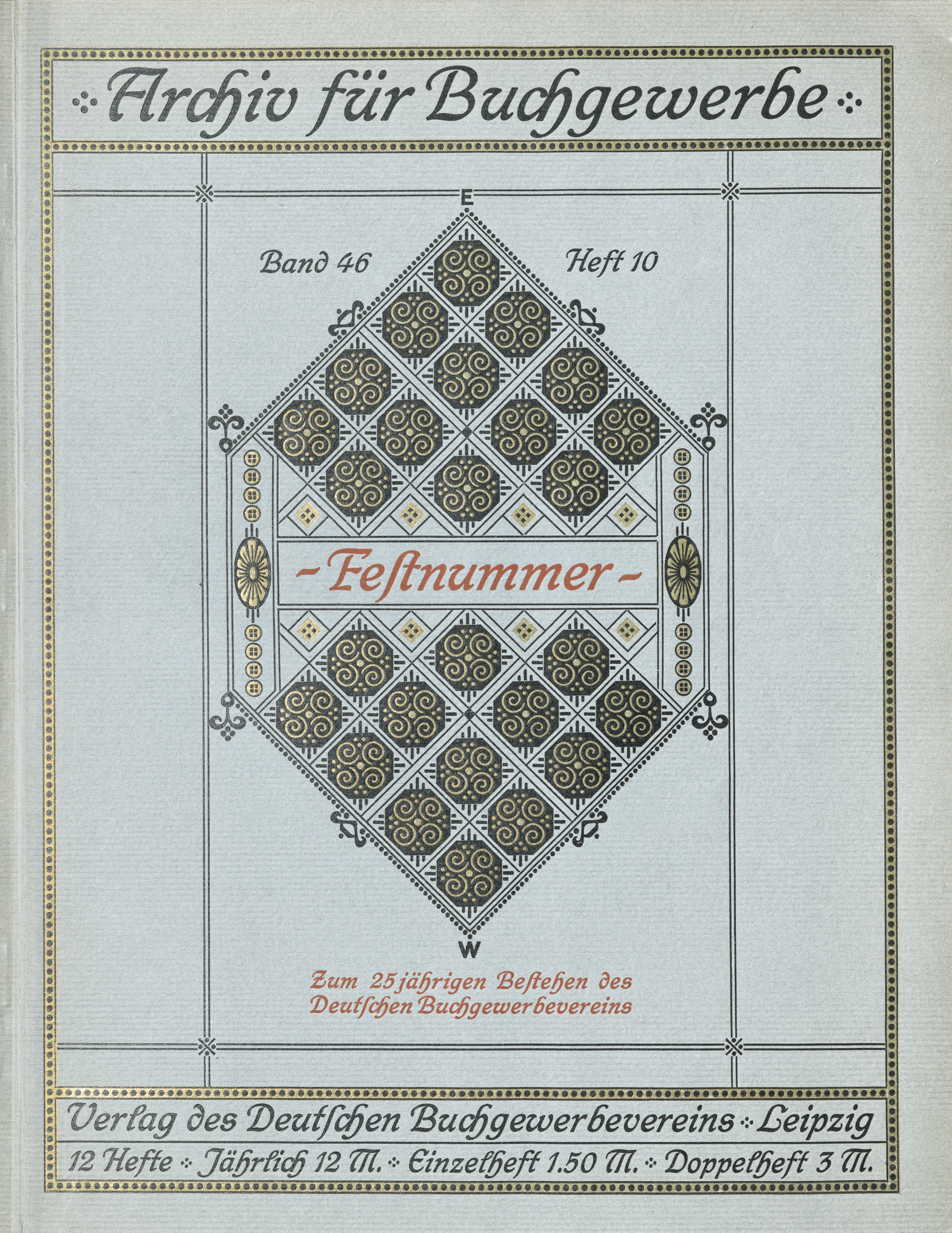
Archiv für Buchgewerbe. Festnummer anlässlich des 25jährigen Bestehens des Deutschen Buchgewerbevereins 1909

1886 wurde die im Jahr zuvor vom Königreich Sachsen für 400.000 Mark erworbene Büchersammlung von Heinrich Klemm dem Verein als Dauerleihgabe überlassen. Die sogenannte Klemmsche Sammlung bzw. Königlich Sächsische Bibliographische Sammlung mit zahlreichen Inkunabeln – darunter eine Gutenberg-Bibel – und weiteren buchhistorisch bedeutenden Objekten wertete das Deutsche Buchgewerbemuseum enorm auf und wird als Grundstein des Museums angesehen. Von 1888 bis 1900 hatte der Verein seinen Sitz im Deutschen Buchhändlerhaus in der Hospitalstraße, zwischen 1899 und 1900 entstand in der Dolzstraße das Deutsche Buchgewerbehaus in unmittelbarer Nachbarschaft des Deutschen Buchhändlerhauses, ab da Sitz des Vereins. Am 16. Januar 1899 beschloss der Centralverein für das gesammte Buchgewerbe auf seiner Hauptversammlung, den Namen Deutscher Buchgewerbeverein anzunehmen. Im gleichen Jahr übernahm der Verein die Zeitschrift Archiv für Buchdruckerkunst und verwandte Geschäftszweige und führte sie als Archiv für Buchgewerbe weiter. Optisch und gestalterisch orientierte man sich nun bei der Herausgabe am Jugendstil, als Vorbild nahm man das Magazin Jugend. In den kommenden Jahren wurde das Museum durch Erwerb von umfangreichen thematischen Sammlungen bedeutend erweitert, u. a. durch Kollektionen von etwa 50.000 Einzelblättern (1909, Sammlung von Hanns von Weißenbach), Miniaturmalereien (1914, Sammlung von Ansgar Schoppmeyer), Bucheinbänden (1911, Sammlung von Karl David Becher), Zeugdrucken (vor 1914, Sammlung von Robert Forrer), Papier, Bunt- und Kunstpapier (1901 bzw. 1911, Sammlung von Ernst Seegers bzw. Franz Bartsch) und Lichtdrucken (1914, Sammlung von Joseph Albert und Babette Heller). Daneben wurden Grafiken, Plakate, Exlibris, Ansichtskarten, Fotografien sowie historische Werkzeuge und Maschinen aus der Buchherstellung gesammelt. Außerdem wurde eine Museumsbibliothek eingerichtet. 1915 wurde die Deutsche Bibliothekarschule unter der Leitung des Museums eröffnet.
Während der Luftangriffe am 4. Dezember 1943 auf Leipzig wurde das Deutsche Buchgewerbehaus stark zerstört, am 14. Dezember 1949 wurde der Verein aufgelöst.

### Ausstellungs- und Messetätigkeiten
Neben dem Deutschen Buchgewerbemuseum und kleineren Ausstellungsprojekten vor allem im Deutschen Buchhändler- und später im Deutschen Buchgewerbehaus realisierte der Verein 1893 auf der Weltausstellung in Chicago den Bereich der deutschen buchgewerblichen Gruppe, 1897 folgte die Ausführung der Präsentation Graphische Gewerbe aus Sachsen und Thüringen auf der Sächsisch-Thüringischen Industrie- und Gewerbeausstellung Leipzig. Für den Ausstellungsteil der Druckindustrie im Deutschen Haus auf der Pariser Weltausstellung im Jahr 1900 gab der Deutsche Buchgewerbeverein den Spezialkatalog heraus. Die Beteiligung an weiteren Weltausstellungen folgte. 1903 veröffentlichte der Verein einen Führer für das Buchgewerbemuseum und die Sammlungen, den Schwerpunkt des Kataloges bildeten die Neuerwerbungen von 1898 bis 1902. Den Höhepunkt der Ausstellungstätigkeit bildete die Bugra 1914, die erste und bis heute größte buchgewerbliche Ausstellung weltweit; der Deutsche Buchgewerbeverein richtete die Veranstaltung gemeinsam mit dem Börsenverein des Deutschen Buchhandels aus. 1928 konzipierte der Verein auf der internationalen Presse-Ausstellung Pressa in Köln die Sonderausstellung zum deutschen Buchgewerbe.
Im Rahmen der Leipziger Mustermesse organisierte der Verein von 1919 bis 1928 die buchgewerblichen Bugra- bzw. Bugra-Büchermessen in der Peterstraße 38 mit bis zu 300 Ausstellern. Ab 1921 fanden im Buchgewerbehaus separat Bugra-Maschinenmessen statt. Zunächst zusammen mit der Ausstellung der historischen Maschinen und Gerätschaften untergebracht, erweiterte der Verein die Ausstellungsfläche von 1000 auf 3600 Quadratmeter. Die Bugra-Maschinenmesse etablierte sich danach zu einer der weltweit führenden Messen dieser Art.

## Namhafte Vereinsmitglieder (Auswahl)
- Oskar von Hase (1846–1921)
- Carl Berendt Lorck (1814–1905)
- Ernst Arthur Seemann (1829–1904)
- Gustav Wustmann (1857–1924)
- Friedrich Zarncke (1825–1891)
- Eduard Brockhaus (1829–1914)
- Friedrich Wilhelm Georg Büxenstein (1857–1924)
- Walter de Gruyter (1862–1923)
- Otto Harrassowitz (1845–1920)
- Oscar de Liagre (1870–1940)
- Hugo Licht (1841–1923)
- Otto Schill (1838–1918)
- Max Seliger (1865–1920)
- Ludwig Volkmann (1870–1947)[19]